# Лелека тропічний
Лелека тропічний (Ciconia microscelis) — вид великих болотних птахів родини лелекових Ciconiidae. Розмножується поодинці або невеликими колоніями. Він поширений у різноманітних місцях існування, включаючи болота в лісах, сільськогосподарські території та прісноводні водно-болотні угіддя по всій Африці.

## Таксономія
Раніше він вважався підвидом Ciconia episcopus, але був виділений як окремий вид Міжнародним орнітологічним конгресом у 2023 році на основі його алопатричного ареалу та значних відмінностей в оперенні та морфології.

## Поширення і середовище проживання
Це широко розповсюджений тропічний вид, який гніздиться на більшій частині західної, східної та південно-центральної Африки. Він будує гнізда на деревах, розташованих на сільськогосподарських полях або заболочених угіддях, на природних скелях і на вежах мобільного зв’язку. Птахи використовують різноманітні прісноводні водно-болотні угіддя, включаючи сезонні та багаторічні водойми та болота, посівні землі, зрошувальні канали та річки. Їх приваблюють пожежі на луках і полях, де вони ловлять комах, які намагаються втекти від вогню. У Квазулу-Натал, Південна Африка, вони звикли до того, що їх годують люди, і гніздяться на екзотичних породах дерев у приміських районах.

## Морфологічна характеристика
Це вид лелеки середнього розміру із загальною довжиною від 86 до 95 сантиметрів. Тіло та покриви крил блискучі чорнуваті з блакитним або фіолетовим відтінком. Біле пір'я на шиї дуже м'яке. Верхня частина хвоста, здебільшого прикрита крилами, чорна. Тільки коли птахи літають, можна побачити білу нижню частину хвоста та білу нижню частину живота. Дзьоб чорний з червоним кінчиком, райдужка червона. Ноги дорослих особин чорно-сірі, у молодих птахів рожеві. Оперення молодих птахів менш блискуче і, як правило, злегка коричневе. Статеві відмінності в забарвленні відсутні.

## Розмноження
Тропічний лелека розмножується в сухий сезон у більшості районів Африки, але в північному Судані він розмножується під час сезону дощів. Гніздо, побудоване на деревах, являє собою велику платформу з гілок і трави, середній діаметр одного метра і висота 30 сантиметрів. Кладка складається з 2–4 яєць брудно-білого кольору і середньою вагою 55 грамів. Насиджування починається з моменту відкладання першого яйця. Пташенята вилуплюються через 30–31 день. Їх годують обоє батьків. Через 55–65 днів вони здатні літати.